# Larry Combest
Larry Ed Combest, född 20 mars 1945 i Memphis i Texas, är en amerikansk politiker (republikan). Han var ledamot av USA:s representanthus 1985–2003.
Combest efterträdde 1985 Kent Hance som kongressledamot och efterträddes 2003 av Randy Neugebauer.